# Пфальц-Цвейбрюккен
Пфальц-Цвейбрюккен (нем. Pfalz-Zweibrücken) — княжество и герцогство Священной Римской империи (Fürstentum) с резиденцией в Цвайбрюккене (в 1444—1477 годах — в Майзенхайме), существовавшее в период с 1444 по 1801 год.

## Возникновение
Княжество Пфальц-Цвейбрюккен было формально основано в 1444 году, реально же образовано на выделенной для него территории в период с 1453 по 1459 год. Братья Фридрих I Пфальц-Зиммернский и Людвиг I Пфальц-Цвейбрюккенский унаследовали в 1444 году владения своего деда по материнской линии, графа Фельденского Фридриха III. Старший из братьев, Фридрих, получил при этом графство Шпонхайм с титулом графа, в 1453/1459 также от своего отца, пфальцграфа Штефана Пфальц-Зиммерн-Цвейбрюккенского — северную часть княжества Пфальц-Зиммерн-Цвейбрюккен. Младший, Людвиг, унаследовал от деда графство Фельденц с титулом графа, от отца же в 1453/1459 году — южную часть княжества Пфальц-Зиммерн-Цвейбрюккен. В связи с тем, что и Штефан, и его оба сына, и их потомки носили титулы пфальцграфов Рейнских и герцогов Баварских из рода Виттельсбахов, территория княжества также называлась герцогством и пфальцграфством.

## География

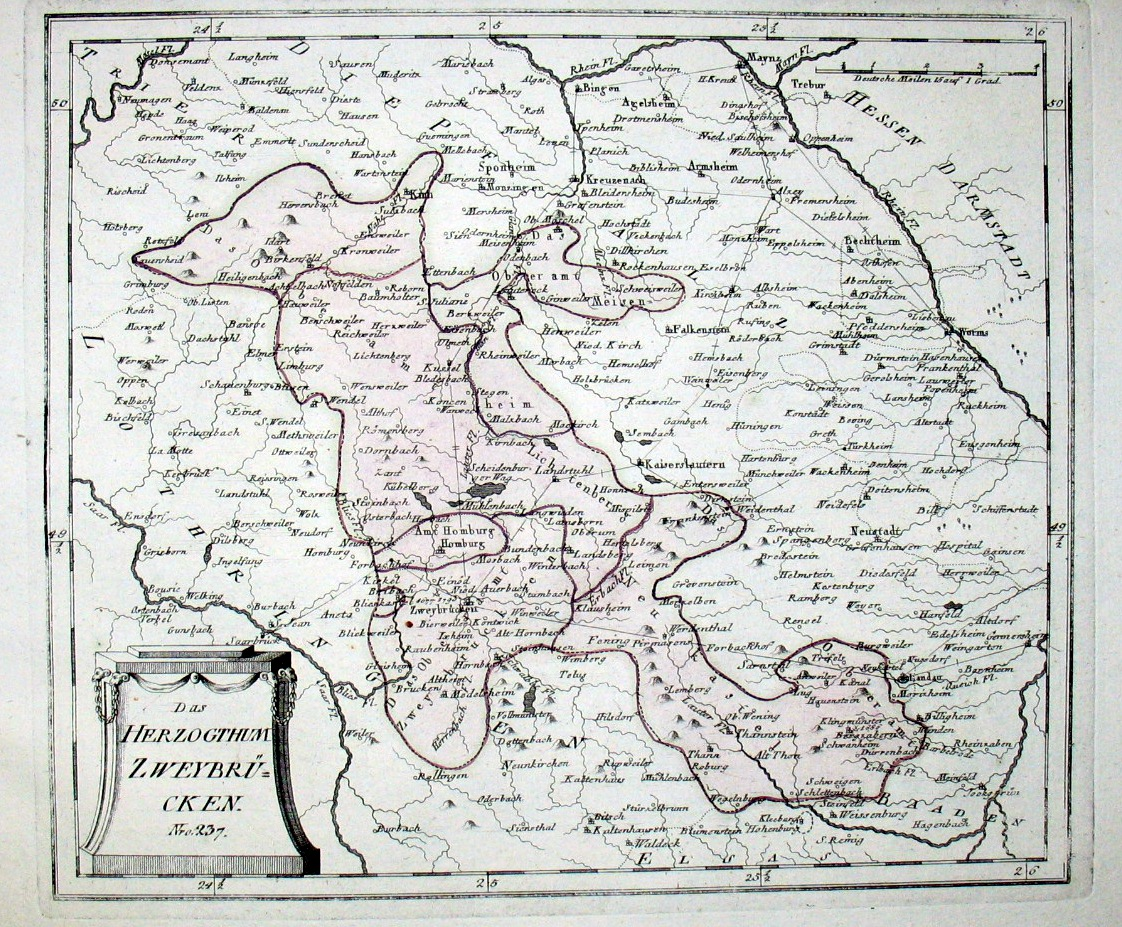

В состав княжества Пфальц-Цвейбрюккен в 1444 году вошли следующие общины графства Фельдерн: Армсхайм, Ландсбург, Лаутереккен, Лихтенберг, Майзенхайм и Фельденц. В 1453—1459 годах к ним присоединились общины Пфальц-Зиммерна и Пфальц-Цвейбрюккена: Фалькенбург, Гуттенберг, Хаслох, Киркель, Ламбсхайм, Оггерсхайм, Вахенхайм, Вегельнбург и Цвейбрюккен.

## История
В годы правления князя Людвига I, Пфальц-Цвейбрюккен четырежды неудачно воевал с Курпфальцем, в результате чего должен был уступить ему часть своей территории: Ламбсхайм, Вахенхайм в временно вошедший в его состав Вальдбёкельхайм. Так как враг постоянно угрожал резиденции Людвига I в Мейзенхайме, столица княжества в 1477 году была перенесена в Цвейбрюккен.

Княжества Цвайбрюкен, Биркенфельд и Фельденц в 1700 г.

При наследниках князя Людвига I, князьях Александре и Людвиге II, был принят закон о наследовании трона (примогенитура), согласно которому права на княжество всегда переходило к старшему сыну правителя.
Во время правления князя-регента Рупрехта, представлявшего малолетнего князя Вольфганга, в 1542 году к Пфальц-Цвейбрюккену был присоединён Бишвейлер, в 1544 году выделилась династическая линия Пфальц-Фельденц.
В 1533 году Рупрехтом в княжестве была проведена Реформация и религией местных жителей становится лютеранство, а с 1588 года, с переходом пфальцграфа Иоганна I в реформатскую церковь, в Пфальц-Цвейбрюккене вводится реформатство.
При правлении Вольфганга была проведена секуляризация монастырскх владений и в 1553—1559 годах к княжеству присоединён Пфальц-Нёйбург, входивший ранее в Курпфальц, а также по половине графств Шпонхайм и Гуттенберг, благодаря чему территория Пфальц-Цвейбрюккена удвоилась. В завещании пфальцграф Вольфганг разделил свои владения между пятью сыновьями, выделив каждому по уделу: Пфальц-Нёйбург, Пфальц-Цвейбрюккен (доставшийся в 1569 году второму по старшинству сыну, Иоанну I), Пфальц-Зульцах, Пфальц-Фоэнштраус и Пфальц-Биркенфельд.

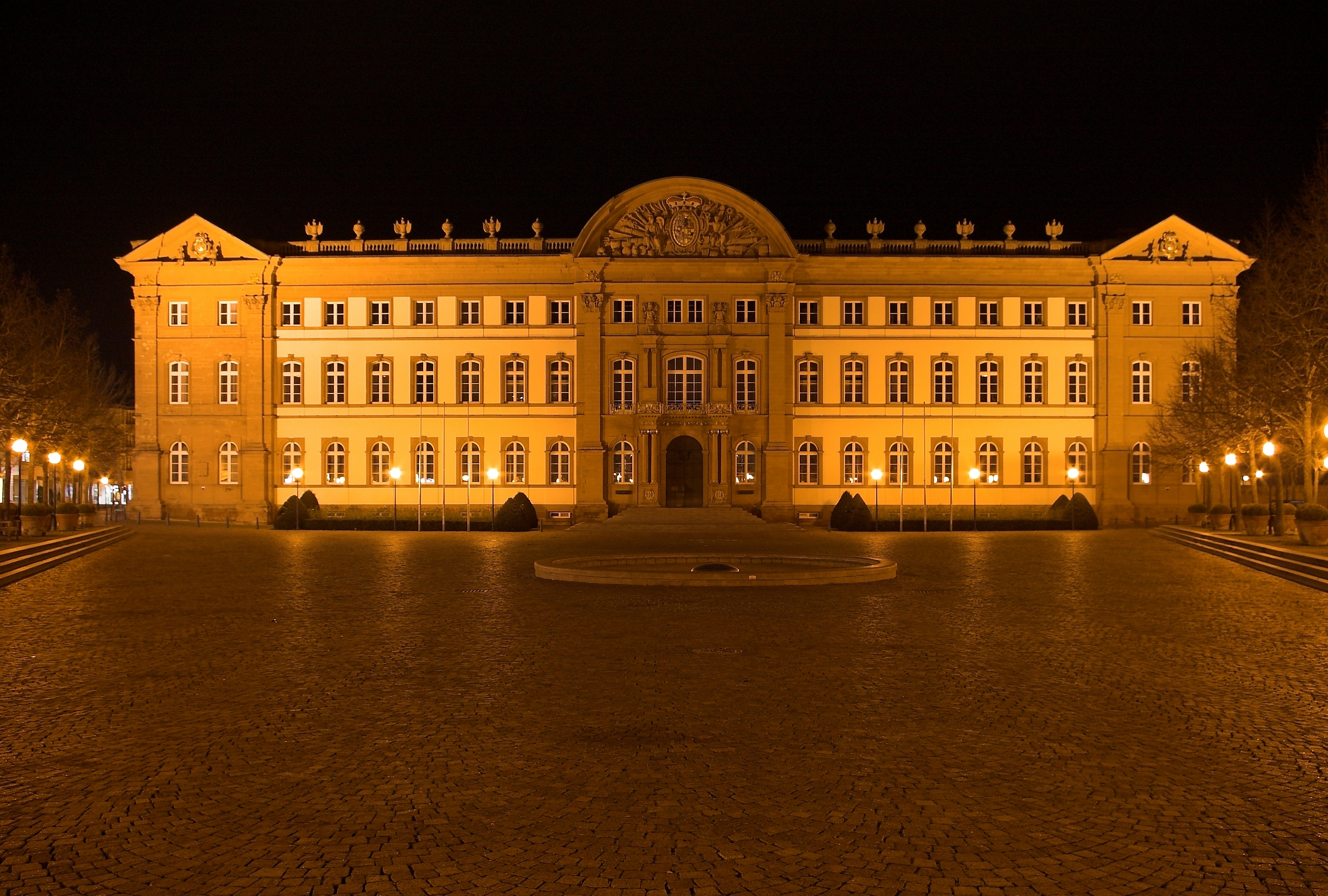
Цвайбрюккенская княжеская резиденция

Правившая в Пфальц-Цвейбрюккене линия рода Виттельсбахов начиная с XVI века была тесно династически связана с шведским королевским родом Васа. В связи с этим с 1681 по 1718 год Пфальц-Цвейбрюккен состоял в личной унии со Швецией.
С 1477 и по 1793 год столицей княжества был город Цвейбрюккен. Резиденцией правителей с 1725 года был Цвейбрюккенский замок, а с 1778 года — замок Карлсберг близ Хомбурга. Похоронены первые герцоги Пфальц-Цвейбрюккена были в дворцовой церкви Майзенхайма, а позднее — в Александеркирхе Цвейбрюккена.
В 1793 году Пфальц-Цвейбрюккен был занят французскими войсками. 4 ноября 1797 года эта территория включается в состав новосозданного департамента Мон-Тоньер (с центром в Майнце) и вошла в состав Франции. В 1801 году этот переход ко Франции, по Люневильскому договору, был признан на международном уровне.
После окончания Наполеоновских войн, согласно решениям Венского конгресса территория Пфальц-Цвейбрюккена (за исключением его территорий в Эльзасе) была возвращена баварским Виттельсбахам, объединивших его с другими своими землями в Пфальце в новую баварскую провинцию Рейнпфальц.

## Герцоги Цвейбрюккена

### Виттельсбахи (1394—1797)

#### Старшая линия
- 1394—1398 Рупрехт II
- 1398—1410 Рупрехт III

#### Линия Пфальц-Зиммерн
- 1410—1459 Стефан Пфальц-Зиммерн-Цвейбрюккенский

#### Линия Пфальц-Цвейбрюккен
- 1459—1489 Людвиг I Чёрный
- 1489—1490 Каспар
- 1490—1514 Александр Хромой
- 1514—1532 Людвиг II Младший
- 1532—1569 Вольфганг
- 1569—1604 Иоганн I Хромой
- 1604—1635 Иоганн II Младший

Герб (ок. 1720)

- 1635—1661 Фридрих, скончался, не оставив наследников мужского пола. Ему наследует двоюродный брат
- 1661—1681 Фридрих Людвиг, скончался, не оставив наследников. Пфальц-Цвейбрюккен переходит к линии:

#### ЛинияПфальц-Клеебург
- 1681—1697 Карл I (как Карл XI — король Швеции)
- 1697—1718 Карл II (как Карл XII — король Швеции), скончался бездетным. Ему наследует двоюродный брат
- 1718—1731 Густав Самуэль Леопольд, умер бездетным
- 1731—1734 междуцарствие, Пфальц-Цвейбрюккен переходит к линии:

#### Линия Пфальц-Биркенфельд-Бишвейлер
- 1734—1735 Христиан III
- 1735—1775 Христиан IV
- 1775—1795 Карл III Август Христиан
- 1795—1797 Максимилиан I Йозеф, (позднее под именем Максимилиан I — король Баварии).